# Acadèmia nacional de les ciències d'Ucraïna
L'Acadèmia nacional de les ciències d'Ucraïna (ucraïnès: Національна академія наук України, Natsional'na akademiya nauk Ukrayiny) és una institució acadèmica científica ucraïnesa fundada el 1918. És una de les sis acadèmies d'Estat ucraïneses, i constitueix l'estructura pública més important de recerca científica a Ucraïna.
Reuneix experts ucraïnesos, que poden tenir la condició de membre o corresponsal i investigadors estrangers, i compta amb 14 departaments de recerca en els camps de les matemàtiques, la física, la biologia, l'economia o ciències humanes i socials. L'1 de gener de 2008, l'Acadèmia tenia 43.349 membres, incloent-hi 19.024 científics.
La seva seu es troba a la ciutat de Kíev, al número 57 del carrer de Volodýmyr, davant de l'edifici històric del museu pedagògic.